# タイ国家イノベーション庁
タイ国家イノベーション庁 (タイ語:สำนักงานนวัตกรรมแห่งชาติ、タイ略称:สนช.、英語：National Innovation Agency 英略称：NIA）は、タイ王国 内閣科学技術省監督下の独立行政法人。2003年10月1日に開庁。

## 概要
タイ国家イノベーション庁（以下、イノベーション庁）は2003年10月1日、科学技術省が当時国立科学技術開発庁の監督下にあったイノベーション開発基金と科学技術省大臣官房管理下の調査技術開発基金を統合し、開庁した。2009年9月1日から、国家イノベーション委員会の管理下でイノベーション庁は独立行政法人として運営を開始した。
イノベーション庁はタイ王国における技術革新に資するために広範かつ組織だったアプローチを行っており、国家生産性向上、生産構造変革、社会開発と国際競争力向上のために、戦略的かつセクター別産業技術革新を推進している。さらに、政策レベルと実施レベルの両面から教育、科学技術、金融、投資などさまざまな部門から集まった諸団体の調整、ネットワークおよびパートナーシップ構築の中心的機関として機能している。
イノベーション庁の主な目的は以下の三点である。
1. イノベーション産業をサポートすることでイノベーションに関する国家の潜在能力を向上させる。
2. タイ社会のすべての領域においてイノベーションへの関心を生み出し、イノベーション文化の普及を推進する。
3. 効果的な国家イノベーションエコシステムの開発。

イノベーション庁の短期目標は各分野のイノベーションをうまく統合することでタイ経済・社会を改善する産業構造変革をもたらすこと、長期的にはタイを知識ベース経済社会に導くことである。

## 所在地
- バンコク ラーチャテーウィー区 トゥンパヤータイ地区 ラーマ6世通り ヨーティー・ビル3階 73/1

（เลขที่ 73/1 อาคารโยธี ชั้น3 ถนนพระรามที่ 6 แขวงทุ่งพญาไท เขตราชเทวี กรุงเทพฯ 10400）

## 戦略産業
現在、イノベーション庁は以下の５つの戦略産業領域においてイノベーション開発を推進している。農業バイオ部門とビジネス部門との連結が重視される傾向がある。

### 最重点戦略産業
- バイオプラスチック産業
2006年イノベーション庁は、国家経済社会開発委員会の経済再建担当部会と科学技術省によって、工業省とタイ投資委員会とともにタイのバイオプラスチック産業育成のロードマップを策定することを任じられた。ロードマップでは安定した良質な原料供給の確保の必要性があることが確認され、農業セクターの安定成長と産業加工産業に利用が可能になる原料供給計画が組み込まれた[1]。さらに2007年には、イノベーション庁の旗振りで関連企業がタイバイオインダストリー協会（TBIA）を結成[1]。2008年7月22日、24/2551内閣決定によって、原料生産、上流産業、下流産業そして市場の各レベルにおいてタイには比較優位が存在するという判断がなされ、2008-2012年タイ王国バイオプラスチック産業ロードマップと予算が承認された[1]。2011年現在、サポートしているプロジェクトは以下の通り。「キャッサバ澱粉生分解性バイオプラスチック」、「含キトサン・キャッサバ澱粉熱可塑性樹脂」、「バイオプラスチック三層一括押出成形技術」、「バイオプラスチックバックおよび包装」、「有機廃棄物管理のためのバイオプラスチック袋」など[1]。
- 有機農業ビジネス
イノベーション庁は、国連貿易開発会議（UNCTAD）/世界貿易機関（WTO）国際貿易センター の支援を受けて2005-2006年の間「タイ王国有機農業輸出キャパシティ強化プロジェクト」を実施した。このプロジェクトはEU諸国にタイの有機農業製品の輸出能力の向上を促すとともにタイ製品の普及するためにイノベーション学の観点から研究を行うことを目標とした[2]。このプロジェクトを通じて、海外市場で高い価値を持つタイの有機農業の製品は強みのある新ビジネスを創出するチャンスとなることが示唆された。2005年10月には有機産業にかかわる企業が集まりタイ有機貿易協会（TOTA）を結成した[3]。2007年10月16日、国家経済社会開発委員会、農業・協同組合省、商務省、科学技術省、大学、民間セクターの代表からなる国家有機農業委員会が内閣承認の下で設置され、有機農業国家アクションプランが実行されることになった[2]。イノベーション庁は独自のエコインダストリー戦略に基づき、この提案を後押しし、民間企業、研究者、有機農業製品生産者のネットワークを構築。「Think Organic…Think Thailand」（有機を考え、タイを考えよう）という概念の普及を試みている。2011年現在、サポートしているプロジェクトは以下の通り。「有機認証済み柑橘（ソムオー）」、「有機認証アスパラガス」、「有機認証卵」、「有機認証牛肉」、「有機認証石鹸」、「有機認証リゾート&レストラン」、「有機認証ナプキン・オムツ」など[2]。

### 戦略産業
- バイオビジネス
タイ王国は豊かな生物多様性がみられるホットスポットの中に位置しており、天然資源産品開発に大きな可能性を有している。このタイの植物相、動物相から抽出された科学物質は、さまざまな領域の研究者によって研究が続けられ、その知識が蓄積されている。イノベーション庁では、バイオテクノロジー開発および有用植物加工産業開発国家フレームワークなど多くの国家政策の策定を通じ、このバイオビジネス分野に成長の可能性を見出している。この事業は、バイオビジネスの地域潜在能力と競争力を強化しつつ、主要目的として機能食品、栄養補助食品、美容食品、医薬食品、化粧品、米製品、バイオ医薬製品およびトリートメントの開発をすることを主な目的としている[4]。イノベーション庁では以下のプラットフォームを開発戦略領域と位置づけ、イノベーションを食品品質向上、総合的健康向上に結び付けてゆく戦略を取っている。
  - 機能食品プラットフォーム
機能食品、新食品、栄養補助食品分野での製品開発と新ビジネスの創出
  - 食品安全性統合ソリューションプラットフォーム
食品安全性を高める食品の取り扱い、加工、品質管理・認証、保管に関するビジネスの創出
  - 医療ツーリズムプラットフォーム
医療製品、サービス、機器の開発を通じた新しい医療ツーリズムビジネスのモデルの創出
- エコインダストリー
地球温暖化や温室効果ガスといった気候変動問題への関心の高まりに伴い、 タイ王国では官民ともにこの危機的状況に対応するために多くの新たなスキームを導入している。イノベーション庁ではこの問題に取り組むためにエコインダストリー創出の実行戦略を立ち上げた。代替エネルギー源開発、エネルギー多様化、再生可能エネルギー源開発を戦略の主眼にすえており、また近年の環境問題の悪化から、エコテクノロジー、エコ製品および廃棄物エネルギー化技術、省エネルギー加工技術、生物由来原料の開発も行っている[5]。さらに地方の再生可能エネルギー開発と関連産業セクターの推奨と支援も行っている。イノベーション庁では以下のプラットフォームを戦略領域と定めて事業を行っている。
  - クリーンインダストリープラットフォーム
タイ王国の膨大なエネルギー需要と産業や家庭から排出される廃棄物から生じる環境問題に対応するために廃棄物管理の推進と代替エネルギー開発を通じた「クリーンインダストリー」の創出
  - エコ製品プラットフォーム
食品、電気機器、自動車などさまざまな産業によって使用されるエコ製品およびエコ原料の創出および、生分解原料生産、材料科学、リサイクルテクノロジー、エコデザインなどに関連する新製品、製造技術とサービスの開発
- デザイン＆ソリューション
デザイン＆ソリューションは工学、科学、商品デザイン分野の知識をあつめ、新たな商品提案に応用してゆく事業である。事業目的は、ロジスティックス、機械、電気工学、オートメーション、工業デザイン、原型製造技術などの発展したタイのテクノロジーを利用して、人間生活、生業から健康、身体障がい者の生活改善まで、あらゆるデザインとソリューションに関する新事業を生み出し、商品生産や経営に多くの選択肢を提供することで人々の生活をより安定的なものにすることを目的とする[6]。以下のプラットフォームを開発戦略領域と位置づけている。
  - 農業ソリューションプラットフォーム
農業関連ソリューションの提供、コンピューター支援型機械化農業運営システム（農業メカトロニクス）、農業オートメーション、農業電気工学、食品安全性の確立
  - ロジスティックスプラットフォーム
RFID識別チップを利用した工場からの輸送・商品在庫管理を行う在庫管理システム（WMS）開発、蘭苗海上輸送システム、ロジスティック部門に対する投資の推進
  - バイオ医療産業プラットフォーム
医療機器の開発、医療部門ソフトウェアの開発、メディカル・ハブ形成事業

さらに、知的財産管理プログラム（ＩＰＭ）を推進している。

## 関連事項
- 科学技術省 (タイ)